# Pseudolasiobolus
Pseudolasiobolus minutissimus — вид грибів, що належить до монотипового роду  Pseudolasiobolus.